# Geral.com
Geral.com (estilizado como Ger@l.com) é uma série brasileira que foi exibida pela Rede Globo. Criada por Claudio Lobato, tem roteiros de Cláudia Gomes, Celso Taddei, Gabriela Amaral, Manuela Dias e Rodrigo Salomão, com redação final de Claudio Lobato, direção de Leandro Néri e Giuliano Chiaradia, direção geral de Leandro Néri e direção de núcleo de Roberto Talma. A primeira temporada estreou em 20 de julho de 2009 e terminou em 24 de julho de 2009 (na primeira temporada os episódios foram exibidos de segunda a sexta.) A segunda temporada estreou em 13 de dezembro de 2009 e terminou em 10 de janeiro de 2010 (na segunda temporada os episódios foram exibidos somente aos domingos). O website Twitter é tema também da produção que aparece em tarja na tela da televisão. A Globo exibibiu recados de telespectadores, com até 140 caracteres, postados antes dos minutos finais de cada episódio na televisão.

## Enredo
A série segue a vida de cinco integrantes da família Werneck que formam a banda WWW e se tornam sucesso absoluto na internet, sendo formada pelos irmãos Xande e Luke, o vocalista e o tecladista, junto com os primos Mateus, João e Pedro, o guitarrista, baixista e baterista. Eles são tietados pelas enlouquecidas fãs Rita, Jojô e Neca, que formaram o maior fã-clube da banda na internet e seguem os rapazes por todos os lugares, mas eles só tem olhos pra Michelle, amiga mais velha disputada pelos cinco.

## Temporadas
| Temporada | Temporada | Episódios | Estreia da temporada   | Final da temporada    |
| --------- | --------- | --------- | ---------------------- | --------------------- |
|           | 1         | 05        | 20 de Julho de 2009    | 24 de Julho de 2009   |
|           | 2         | 05        | 13 de Dezembro de 2009 | 10 de Janeiro de 2010 |

## Elenco

### Principal
| Ator                | Personagem                | Temporadas | Temporadas |
| Ator                | Personagem                | 1ª 2009    | 2ª 2010    |
| ------------------- | ------------------------- | ---------- | ---------- |
| Xande Werneck       | Alexandre Werneck (Xande) |            |            |
| Luke Werneck        | Lucas Werneck (Luke)      |            |            |
| Mateus Werneck      | Mateus Werneck            |            |            |
| Pedro Werneck       | Pedro Werneck             |            |            |
| João Werneck        | João Werneck              |            |            |
| Vanessa Lóes        | Lucélia Gazin             |            |            |
| Marcelo Torreão     | Juvenal Werneck           |            |            |
| Hanna Romanazzi     | Rita Gazin                |            |            |
| Sarah Maciel        | Anelise Carvalho (Neca)   |            |            |
| Bella Camero        | Joana Vilas (JôJô)        |            |            |
| Vitor Mayer         | B Menor                   |            |            |
| Christian Zucolotto | Kabeça                    |            |            |
| Jefferson Goulart   | Junior                    |            |            |
| Lara Rodrigues      | Michelle Jardim           |            |            |
| Kadu Moliterno      | Caco                      |            |            |
| Sofia Terra         | Tininha                   |            |            |

### Participações especiais
| ator                     | personagem     |
| ------------------------ | -------------- |
| Cláudia Lira             | Iara           |
| Alexandre Zacchia        | Sandro         |
| Hossen Minussi           | Jonas          |
| Luiz Magnelli            | Valdomiro      |
| Raoni Carneiro           | Wilson Mota    |
| Rogério Rangel Costa     | Maia           |
| Vera Maria Monteiro      | Ondina         |
| Giulia Frota             | DJ Tantan      |
| Pedro Lucas Kronemberger | Zinho          |
| Renan Sousa              | Roraima        |
| Di Ferrero               | como ele mesmo |
| Erasmo Carlos            | como ele mesmo |
| Luciano Huck             | como ele mesmo |
| Paula Toller             | como ela mesma |
| Pitty                    | como ela mesma |